# Mễ tuyến

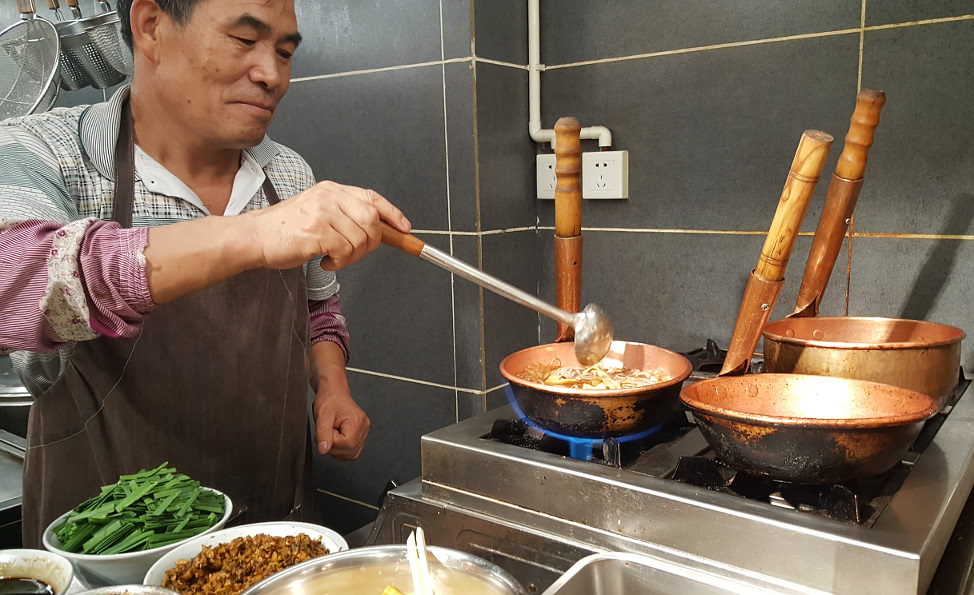
Mễ tuyến (米线) được nấu trong nồi đồng (铜锅) trên khí gas tại một nhà hàng mì ở Côn Minh (昆明), Vân Nam (云南), Trung Quốc.

Mễ tuyến (giản thể: 米线; phồn thể: 米線; bính âm: mǐxiàn) là một loại bún có nguồn gốc từ tỉnh Vân Nam, Trung Quốc. Nó được làm từ gạo tẻ thông thường, và thường được bán ở dạng tươi chứ không phải dạng khô.

## Sản xuất
Việc chế biến mễ tuyến ở Vân Nam là độc quyền, bao gồm một quá trình lên men. Ở nhiều khu vực, có ít nhất hai độ dày riêng biệt của sợi mì, một dạng mỏng hơn (đường kính khoảng 1,5mm) và dạng dày hơn (đường kính khoảng 3,5-4mm).

## Phục vụ
Mễ tuyến được phục vụ theo nhiều cách khác nhau, trong nước dùng hoặc xào.

### Nước dùng

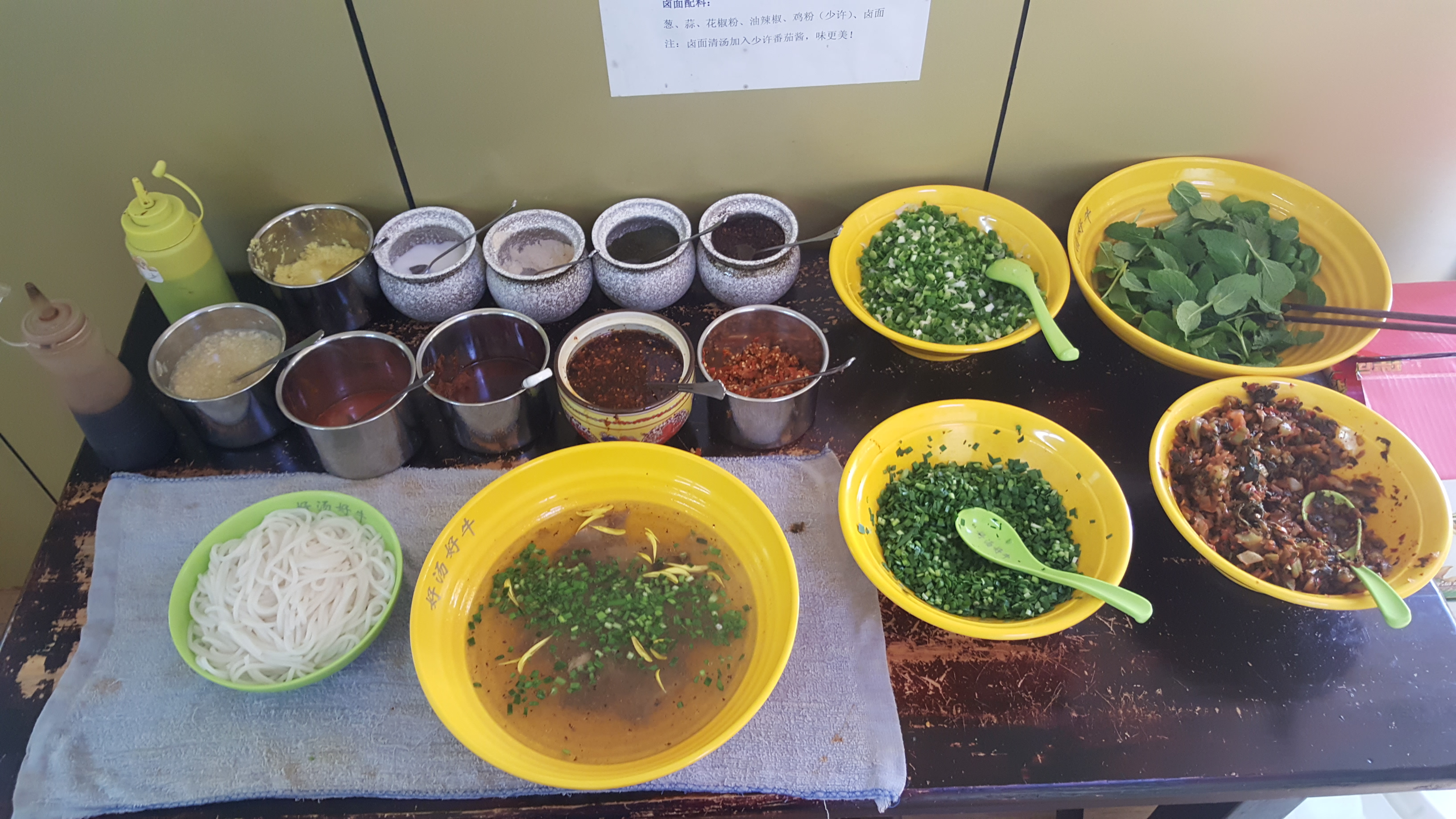
Một suất lớn mễ tuyến thịt bò với các loại gia vị có sẵn, được phục vụ trong một nhà hàng địa phương điển hình ở Côn Minh. Nước dùng gồm có hoa cúc.

Món ăn chế biến sẵn nổi tiếng nhất làguoqiao mixian  (過橋 米線 / 过桥 米线; nghĩa đen là "mì qua cầu").
Thông thường hơn, khi mễ tuyến được phục vụ trong nước dùng trong các nhà hàng ở Vân Nam, nó là một món ăn sáng và món ăn ban ngày cực kỳ phổ biến. Nước dùng thường là thịt gà hoặc thịt bò, mặc dù có những loại khác cũng được sử dụng.
Thông thường sẽ có một loạt các loại gia vị riêng lẻ để khách hàng tự thêm vào bát của mình. Thông thường, mì được cho vào nước dùng trước tiên (xem hình nồi đồng bên phải), nhưng đôi khi khách hàng được bày mì ra một tô riêng (xem hình ảnh gia vị bên dưới). Trong trường hợp thứ hai này, gia vị thường được thêm trực tiếp vào nước dùng trước khi thêm mì.
Thịt thường được thêm vào nước dùng và có thể ở dạng miếng lớn hơn, dai hơn (kể cả xương) hoặc phi lê thái mỏng.

## Phạm vi
Mễ tuyến phổ biến ở tỉnh Vân Nam, nơi nó có thể được tìm thấy ở nhiều đường phố và làng mạc, và đôi khi có ở các thành phố khác của Trung Quốc đại lục. Nhìn chung rất khó kiếm được bên ngoài Trung Quốc đại lục, có lẽ vì phương pháp chuẩn bị mới có thể được coi là cần một khối lượng tiêu thụ tối thiểu nhất định để có thể kinh doanh. Nó tương đối giống với mì được tiêu thụ ở các nước láng giềng Lào (feu) và Việt Nam (phở), với điểm khác biệt chính là nước dùng trộn thường được khách hàng cá nhân hóa theo truyền thống Vân Nam, và nước dùng làm sẵn của cơ sở ít bị pha tạp hơn và được đánh giá cao / đánh giá là yếu tố chính của Việt Nam (và có lẽ ở mức độ thấp hơn là Lào). Các món ăn như nan gyi thohk  và baik kut kyee kaik ở các vùng khác nhau của Myanmar là loại mì gạo có kích thước tương tự nhưng khác nhau về hương vị (xem thêm hướng tới hương vị trong ẩm thực Ấn Độ với các thành phần như bột đậu xanh) và phương pháp chuẩn bị (sử dụng nhiều hơn là chiên). Các món ăn ở Thái Lan như  pad thai cũng dựa vào mì gạo, mặc dù chúng thường phẳng. Một món mì làm từ nước dùng của người Tây Tạng sử dụng bột mì thay vì mì làm từ bột gạo có tên thukpa, được cho là có nguồn gốc từ miền đông Tây Tạng (tức là gần Vân Nam) được làm và thưởng thức trên khắp Bhutan, đông bắc Ấn Độ, Nepal, Sikkim, Tây Tạng.